# Bram Wassenaar
Abraham (Bram) Wassenaar (Noorddijk, 30 maart 1944) is een Nederlandse voormalige atleet, die gespecialiseerd was op de middellange en lange afstand. Hij werd Nederlands kampioen op de 1500 m en bij het veldlopen. Ook verbeterde hij de Nederlandse records op de 800 m en de 1500 m.

## Biografie

### Niet op zondag
In zijn jeugd speelde Wassenaar voetbal, maar op zestienjarige leeftijd stapte hij over naar atletiek. Hij zat op het gymnasium in Harderwijk, de toenmalige standplaats van zijn vader, die dominee was. Hij werd lid van AVVOG en trainde onder begeleiding van Ed Soomers. Zijn trainingen waren altijd op het lopen gericht. Hierin kon hij zich op alle dagen van de week uitleven, behalve op zondag, want dan mocht er in Harderwijk niet worden gesport. Wassenaar: "Niet dat mijn vader nu zo streng was, maar Harderwijk was een beetje een 'zware' gemeente."
Toen hij achttien jaar was, maakte hij voor het eerst deel uit van het Nederlands jeugdteam op de 1500 m steeplechase tijdens een interland tegen België in Breda. Het probleem was alleen dat die wedstrijd op een zondag plaatsvond. "Het was op de zondag dat mijn vader afscheid nam van de gemeente in Harderwijk, met een dienst. Hij zei: als je zorgt dat je om vijf uur in de kerk bent, mag je meedoen. De club heeft toen een auto gehuurd en ik kwam – niet gedoucht, niks – om vijf voor vijf de kerk binnen, ha-ha-ha!", herinnert Wassenaar zich met veel plezier.

### Eerste successen

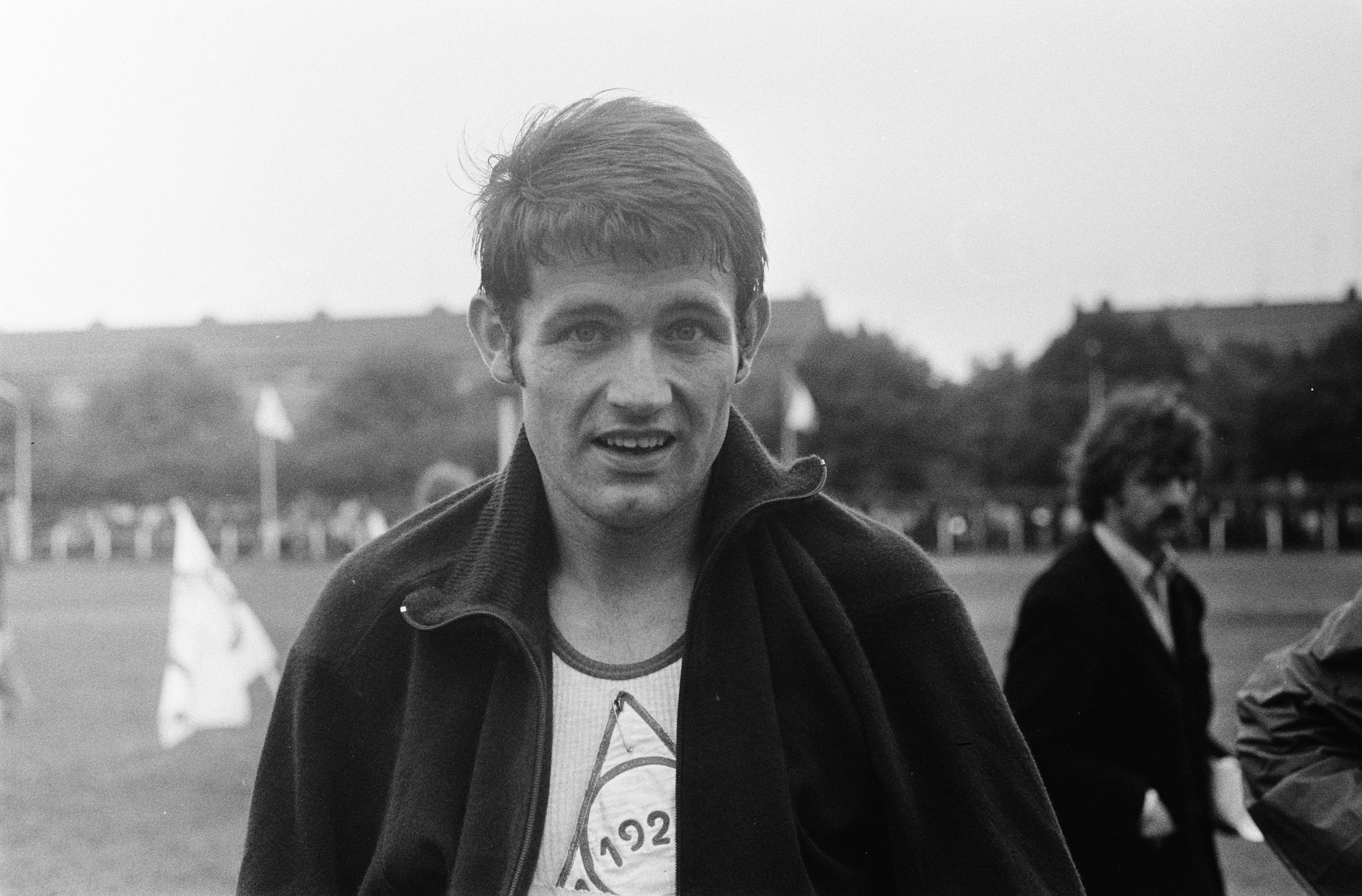
Bram Wassenaar in 1970.

Zijn eerste succes bij de senioren boekte Wassenaar in 1970 met het winnen van het NK veldlopen in Harderwijk. In datzelfde jaar werd hij ook Nederlands indoorkampioen op de 1500 m en won hij een zilveren medaille op dezelfde afstand bij de Nederlandse kampioenschappen atletiek. Ook verbeterde hij dat jaar de Nederlandse records op de 800 m en tweemaal op de 1500 m. Voor zijn sportieve prestaties werd hij uitgeroepen tot KNAU atleet van het jaar.
Het jaar erop werd hij Nederlands kampioen op de 1500 m. Het was zijn wraak op Haico Scharn, die hem het jaar ervoor de pas naar zijn eerste titel op de buitenbaan had afgesneden met een snoeiharde eindsprint op het laatste rechte stuk, waarmee hij Wassenaar op 60 meter voor de finish klein had gekregen. Dat liet Wassenaar zich geen tweede maal gebeuren. Het resultaat was, dat in 1971 opnieuw een zeer felle eindsprint tussen Scharn en Wassenaar plaatsvond, die dit keer in het voordeel van de laatste uitviel. De scherpe tijden van 3.45,8 voor Wassenaar en 3.46,1 voor Scharn waren er de voornaamste oorzaak van, dat beiden vervolgens werden uitgezonden naar de Europese kampioenschappen in Helsinki.

### Teleurstelling
In Finland beleefde Wassenaar een fikse teleurstelling door in zijn 1500 meterserie in de laatste bocht voor de finish en liggend op een vierde plaats plotseling stil te vallen en nog door drie man te worden gepasseerd. "Onbegrijpelijk, wat mij is overkomen," aldus diens commentaar direct na afloop. "Het ging toch zo lekker. Ik heb alles gedaan om zo goed mogelijk aan de start te komen en tijdens de wedstrijd voelde ik mij echt prettig. In die bocht ging het ineens niet meer, ik zakte door mijn knieën en weg was ik."

### Keerpunt
In 1972 kwalificeerde hij zich voor de Olympische Spelen in München, maar trok zich, net als Wilma van den Berg en Jos Hermens, terug toen Palestijnse terroristen negen Israëli's hadden gegijzeld en bij een zelfmoordactie gedood. "Daar heb ik geen spijt van. Die Spelen hadden gewoon helemaal niet door moeten gaan."
Het betekende het keerpunt in zijn loopbaan als atleet. Hij trainde nog wel door, deed zijn wedstrijden en verlegde zijn aandacht geleidelijk naar de 3000 en 5000 m. In 1974 en '75 werd hij nog tweemaal indoorkampioen op de 3000 m ook en waagde zelfs de sprong naar de 10 km en de marathon. Maar dat was niet, omdat hij zich nu nog zozeer op grote internationale toernooien richtte. "Ik wilde gewoon niet, dat München het eindpunt zou zijn."
Bram Wassenaar was de eerste atleet die financiële steun kreeg van een sponsor. Eind 1972 trad hij in dienst van de Apeldoornse firma Spitsmans, die hem in staat stelde om zich in royale mate aan zijn sport te wijden.

### Trainer
In 1976 vond Wassenaar, die na zijn gymnasium de Hoge Hotelschool in Scheveningen had gevolgd, dat hij wat meer met zijn hotelopleiding moest gaan doen. Hij woonde in die tijd in Oosterbeek, was getrouwd en kreeg een dochter. Tijd dus om aan serieuzere dingen te denken. Hij solliciteerde bij het Voedingscentrum in Den Haag en werd aangenomen. "Dat was een soort adviesfunctie. We zijn toen verhuisd naar Voorschoten. (...) Zo kwam ik bij De Bataven terecht. Daar ben ik in '80 als jeugdtrainer begonnen."
Ook als trainer verwierf Wassenaar hierna faam, met name als begeleider van Kamiel Maase, Khalid Choukoud, Luc Krotwaar, Han Kulker, Kristijna Loonen, Marco Gielen, Marije te Raa, Simon Vroemen, Andrea Deelstra en Björn Koreman. Als trainer was hij aangesloten bij Haag atletiek en Leiden Atletiek, waar De Bataven na een fusie van de verschillende Leidse atletiekverenigingen in was opgegaan en begeleidde hij daarnaast een loopgroep in Amsterdam. Tussen 1983 en 1988 en van 2001 tot 2009 was hij bovendien als bondscoach werkzaam bij de Atletiekunie, de eerste periode op de middellange, de volgende op de lange afstand.In die hoedanigheid als bondscoach werkzaam bij de volgende Olympische Spelen: 1084 Los Angeles, 1988 Seoul, 2000 Sydney, 2004 Athene, 2008 Peking, 2016 Rio de Janeiro en 2020 Tokio (uitgesteld tot 2021). In de jaren tachtig en negentig was hij ook conditietrainer van Feyenoord, AZ en het Nederlandse mannen- en vrouwen hockeyteam.
Nu training gevend aan een groep atleten in Leiden en in Amsterdam (Bramsterdammers).

### Contract beëindigd
Nadat hij zich kritisch had uitgelaten over de dopingaffaire rond Simon Vroemen, werd zijn contract door de Atletiekunie op 65-jarige leeftijd niet verlengd. De dopingautoriteit concludeerde, dat de Atletiekunie hierbij ernstig nalatig was geweest. Volgens Wassenaar was de zaak bewust in de doofpot gestopt. Technisch directeur Peter Verlooy had hem gevraagd zich te conformeren aan het verhaal, dat Vroemen ziek was geworden wegens een voedselvergiftiging. Over het vermeende herstelinfuus (waarvoor overigens Vroemen werd vrijgesproken) moest worden gezwegen. De contractbeëindiging deed Wassenaar weinig. "Ze hadden eigenlijk wel gelijk. Laat iemand anders het nu maar eens doen."

### Nieuwe successen
Vooralsnog piekert de inmiddels gepensioneerde Wassenaar er echter niet over om op zijn lauweren te gaan rusten. Als individuele trainer van verschillende atleten blijft hij nog een tijdje volop actief. Want opnieuw zitten er veelbelovende talenten in zijn groep. Hij is ervan overtuigd dat hij hiermee in de toekomst nieuwe successen gaat boeken.

## Nederlandse kampioenschappen
Outdoor
| Onderdeel                 | Jaar |
| ------------------------- | ---- |
| 1500 m                    | 1971 |
| veldlopen (korte afstand) | 1970 |

Indoor
| Onderdeel | Jaar             |
| --------- | ---------------- |
| 1500 m    | 1970, 1971, 1972 |
| 3000 m    | 1974, 1975       |

## Persoonlijke records
Outdoor
| Onderdeel      | Prestatie      | Datum        | Plaats     |
| -------------- | -------------- | ------------ | ---------- |
| 800 m          | 1.47,5         | 16 juni 1971 | Oosterbeek |
| 1500 m         | 3.39,1 (ex-NR) | 23 juni 1971 | Aarhus     |
| 3000 m         | 8.02,1         | 1975         |            |
| 5000 m         | 13.48,00       | 1978         | Papendal   |
| 10.000 m       | 29.06          | april 1975   | Arnhem     |
| 3000 m steeple | 9.06,8         | 25 juni 1967 | Utrecht    |

Indoor
| Onderdeel | Prestatie | Datum           | Plaats |
| --------- | --------- | --------------- | ------ |
| 3000 m    | 7.54,8    | 12 januari 1974 | Arnhem |

## Nederlandse records
- 800 m - 1.48,0 (1970)
- 1500 m - 3.41,9 (1970)
- 1500 m - 3.39,1 (1971)

## Palmares

### 800 m
- 1968:  NK - 1.51,1

### 1500 m
- 1970:  NK indoor - 3.51,3
- 1970:  NK - 3.48,2
- 1971:  NK indoor - 3.44,4
- 1971:  NK - 3.45,8
- 1971: 7e in serie EK - 3.54,2
- 1972:  NK indoor - 3.44,2
- 1974:  NK - 3.42,59

### 3000 m
- 1974:  NK indoor - 8.05,0
- 1974: 6e in series EK indoor - 7.59,77
- 1975:  NK indoor - 8.06,4

### 5000 m
- 1978:  NK - 13.50,7

### 10 km
- 1979: 5e Singelloop Utrecht (10.700 m) - 30.57

### 15 km
- 1980:  Plassenloop - 47.28

### 20 km
- 1979:  Zilveren Molenloop - 1:01.13
- 1979:  20 km van Parijs - 1:01.30
- 1980:  Westerhoutloop - 1:02.26
- 1982:  20 van Alphen - 1:01.07

### halve marathon
- 1980: 4e halve marathon van Egmond - 1:08.31
- 1982: 9e halve marathon van Egmond - 1:08.24

### 25 km
- 1980:  NK te Rotterdam - 1:18.40
- 1981: 4e NK te Deventer – 1:20.43

### marathon
- 1981: 4e NK in Maassluis (Westland Marathon) - 2:22.38 (5e overall)
- 1981: 53e EK te Agen - 2:27.10
- 1982: 4e UN Marathon van Utrecht - 2:21.52
- 1982: 10e marathon van Rotterdam - 2:26.30

### veldlopen
- 1970:  NK in Harderwijk (korte afstand) - 15.40,5
- 1971:  Mastboscross - onbekende tijd
- 1974:  NK in Nijmegen (lange afstand = 9900 m) - 32.08,9
- 1974: 34e WK in Monza - onbekende tijd
- 1975:  Sprintcross (Breda) - 24.34,1
- 1975: 5e Warandeloop - 31.07
- 1976: 4e NK in Amersfoort - 39.25
- 1976: 23e Warandeloop - onbekende tijd
- 1977: 6e NK in Westerhoven - onbekende tijd
- 1977: 145e WK in Düsseldorf - 41.12
- 1977: 17e Warandeloop - onbekende tijd
- 1978:  Sprintcross (Breda) - 25.39,4
- 1978:  NK in Stiphout - 38.09
- 1978: 92e WK in Glasgow - 42.40
- 1978: 15e Warandeloop - onbekende tijd
- 1979: 11e NK in Beek - onbekende tijd
- 1980: 8e Warandeloop - 28.35
- 1981: 4e NK (lange afstand) in Den Haag - 40.27,9
- 1981:  Sprintcross (Breda) - 27.06,3
- 1981: 137e WK in Madrid - 37.17

## Onderscheidingen
- KNAU-atleet van het jaar - 1970
- Unie-erekruis in goud van de KNAU - 1979
- Coaching award Europeanen Athletics - 2014

- World Athletics: 14359035
- International Standard Name Identifier: 0000 0003 6892 8529
- Nederlandse Thesaurus van Auteursnamen: 069963711
- Virtual International Authority File: 284371980
- WorldCat: E39PBJdh64GMRQm6VvbbKtDcyd